# Baffinicythere costata
Baffinicythere costata är en kräftdjursart som först beskrevs av Brady 1866.  Baffinicythere costata ingår i släktet Baffinicythere och familjen Hemicytheridae. Inga underarter finns listade.